# K-BRAND
『K-BRAND』（ケイブランド）は1998年2月4日にコナミから発売（販売はキングレコード）された金月真美のカバー・アルバムである。規格品番 KICA7838、コナミの品番は LC286。

## 解説
コナミが制作したゲーム『ときめきメモリアル』、及びそのメディアミックス作品において、金月が演じた藤崎詩織を除く同作の登場人物のイメージソングとして制作され、発売以前に当該キャラクターの担当声優による歌唱で発表された楽曲によるカバー・アルバム。

## 収録曲
全12曲のいずれも『ときめきメモリアル』イメージソングのコンピレーション・アルバム『ときめきメモリアル ボーカル・ベスト・コレクション』シリーズの収録曲である。なお、同シリーズでは当時未発売の『ときめきメモリアル ボーカル・ベスト・コレクション6 〜FINAL〜』を除く5作のうち『ときめきメモリアル ボーカル・ベスト・コレクション2』からは収録されていない。以下、曲名・演奏時間に続いて当該曲のオリジナルの歌唱者、イメージキャラクタ名を続けて記す。
1. My Sweet Days （4分43秒） - 菊池志穂（館林見晴）
作詞：青柳美奈子、作曲：宮島律子、編曲：根岸貴幸
1996年12月に発売された『ときめきメモリアル ボーカル・ベスト・コレクション3』の収録曲で、菊池のものは後に発売された館林見晴名義の同名アルバムのタイトル曲となっている。
2. 好きなままで好きでいい （4分17秒） - 川口雅代（片桐彩子）
作詞：青柳美奈子、作曲：南利一、編曲：岸村正実
1997年8月に発売された『ときめきメモリアル ボーカル・ベスト・コレクション4』の収録曲で、川口のものは後に発売された自身のアルバム『masshy@love.net』にも収録されている。
3. 無口な風 （6分23秒） - 緒方恵美（戎谷淳）
作詞：大内正徳、作曲・編曲：地獄車中村、コーラスアレンジ：木戸やすひろ
1995年12月に発売された『ときめきメモリアル ボーカル・ベスト・コレクション』の収録曲。他に菊池志穂によるカバーが本作の直前に発売された館林見晴名義のアルバム『Dream of you...』に収録されている。なお、緒方のものは後に発売された自身のベストアルバム『アイタイ。』に収録されている。
4. only you （4分18秒） - 菅原祥子（虹野沙希）
作詞：さゆ鈴、作曲：宮島律子、編曲：岸村正実
1997年8月に発売された『ときめきメモリアル ボーカル・ベスト・コレクション4』の収録曲で、菅原のものは後に発売された自身のアルバム『Sati's faction』にも収録されている。
5. サヨナラを言えなくて（4分39秒） - 関根明子・栗原みきこ（如月未緒・美樹原愛）
作詞：さゆ鈴、作曲：宮島律子、編曲：岩﨑元是
『ときめきメモリアル ボーカル・ベスト・コレクション4』の収録曲。
6. あなたの瞳にうつる時間（とき） （5分05秒） - 久川綾（鞠川奈津江）
作詞：Shiita & さゆ鈴、作曲：村井聖夜、編曲：古川もとあき
『ときめきメモリアル ボーカル・ベスト・コレクション』の収録曲。
7. Sincerely〜素直になりたい〜 （4分34秒） - 笹木綾子（清川望）
作詞：根津洋子、作曲：宮島律子、編曲：岩崎元是
『ときめきメモリアル ボーカル・ベスト・コレクション4』の収録曲。
8. MIRACLE OF THE CENTURY （4分07秒） - 川口雅代・笹木綾子（片桐彩子・清川望）
作詞：根津洋子、作曲：根津洋子 & 坂下正俊、編曲：岸村正実
『ときめきメモリアル ボーカル・ベスト・コレクション3』の収録曲で、川口のものは『masshy@love.net』にも収録されている。
9. 水の都へ… （4分03秒） - 五十嵐麗（鏡魅羅）
作詞：青柳美奈子、作曲：白川明、編曲：岸村正実
『ときめきメモリアル ボーカル・ベスト・コレクション4』の収録曲。
10. あなたがいるから （4分40秒） - 栗原みきこ（美樹原愛）
作詞：青柳美奈子、作曲：白川明、編曲：山本健司
1997年12月に発売された『ときめきメモリアル ボーカル・ベスト・コレクション5』の収録曲。
11. 愛につかまらないで （3分49秒） - 鉄炮塚葉子（朝日奈夕子）
作詞：さゆ鈴、作曲：梅崎俊春、編曲：根岸貴幸
『ときめきメモリアル ボーカル・ベスト・コレクション4』の収録曲で、鉄炮塚のものは後に発売された朝日奈夕子名義のアルバム『Hero』にも収録されている。
12. 風よ （3分32秒） - 関根明子（如月未緒）
作詞：青柳美奈子、作曲：小西真理、編曲：古川もとあき
『ときめきメモリアル ボーカル・ベスト・コレクション3』の収録曲。